# Філіпештій-де-Тирг (комуна)
Філіпештій-де-Тирг (рум. Filipeștii de Târg) — комуна у повіті Прахова в Румунії. До складу комуни входять такі села (дані про населення за 2002 рік):
- Бретешанка (520 осіб)
- Езень (416 осіб)
- Мерджиненій-де-Жос (3259 осіб)
- Унгурень (1038 осіб)
- Філіпештій-де-Тирг (2698 осіб)

Комуна розташована на відстані 64 км на північ від Бухареста, 19 км на захід від Плоєшті, 76 км на південь від Брашова.

## Населення
За даними перепису населення 2002 року у комуні проживала 7931 особа.
Національний склад населення комуни:
| Національність | Кількість осіб | Відсоток |
| -------------- | -------------- | -------- |
| румуни         | 6522           | 82,2%    |
| цигани         | 1408           | 17,8%    |
| угорці         | 1              | < 0,1%   |

Рідною мовою назвали:
| Мова      | Кількість осіб | Відсоток |
| --------- | -------------- | -------- |
| румунська | 7737           | 97,6%    |
| циганська | 194            | 2,4%     |

Склад населення комуни за віросповіданням:
| Релігія        | Кількість осіб | Відсоток |
| -------------- | -------------- | -------- |
| православні    | 7716           | 97,3%    |
| бретрени       | 98             | 1,2%     |
| адвентисти     | 80             | 1,0%     |
| баптисти       | 25             | 0,3%     |
| п'ятдесятники  | 4              | 0,1%     |
| лютерани       | 3              | < 0,1%   |
| римо-католики  | 1              | < 0,1%   |
| греко-католики | 1              | < 0,1%   |